# Берегознавство
Берегозна́вство — загальногеографічна наука, що вивчає природні фактори, процеси і механізми розвитку на узбережжях і в береговій зоні моря, їхній географічний розподіл на фоні антропогенного впливу.
Берегознавство — розділ загальної геоморфології, що вивчає походження, динаміку та історію формування берегів морів і океанів.
Об'єктом вивчення є рельєф берегової зони.
Предмет: процеси, що протікають в береговій зоні, які в результаті тривалої взаємодії в складній геолого-геоморфологічній обстановці сформували цей рельєф.
Мета: вивчення закономірностей розвитку берегової зони Світового океану.
Завдання: виходячи з визначення берегознавства і напрямків.

## Напрямки берегознавства
Існує 4 напрямки берегознавства:
1. Гідродинаміка вивчає процес трансформації морських хвиль і рух водних мас в зоні їх деформації, а також розвиток цих процесів у міру зміни конфігурації дна і обрисів берегової лінії басейну. Досліджуються течії, що виникли в процесі трансформації хвиль, припливні явища, згінно-нагінні коливання.
2. Літодинаміка берегової зони вивчає процеси переміщення й відкладення наносів, а також вивчення складів прибережно-морських наносів, що викликаються хвилями і хвильовими течіями, згінно-нагінні і припливно-відпливними явищами.
3. Морфодинаміка вивчає закономірності розвитку рельєфу берегової зони, який буває:
  - абразійним — процеси сприяють руйнуванню корінних берегів, утворення уламкового матеріалу. Цей матеріал під впливом гідродинамічних процесів втягується у процес трансформації та переміщення як вздовж, так і впоперек берегів.
  - акумулятивним — для пізнання цих процесів необхідне вивчення сучасного рельєфу і будови берегової зони, для цього застосовують стаціонарні, повторні спостереження в різних районах берегової зони морів і океанів.
4. Нехвильові процеси:
  - еолові процеси, що протікають на поверхні акумулятивних форм;
  - твердий стік річок, так як вони є одним з головних джерел живлять берегову зону.
  - біогенні процеси, оскільки тварини відмираючи поповнюють берегову зону.